# Estação de Transbordo de Pirajá
A Estação Pirajá é um terminal rodoviário localizado na cidade de Salvador, Bahia. É a segunda mais movimentação estação de transbordo da cidade. Localizado na região do miolo, o terminal tem uma área total de 22 mil metros quadrados, sendo 5,81 mil metros quadrados construídos e 3.567 metros quadrados urbanizados. Integram a infraestrutura da estação: banheiros, telefones, lanchonetes, farmácia, banco popular, casa lotérica, postos do Juizado de Menores e da Polícia Militar do Estado da Bahia (PMBA).
Em 2011, eram cerca de 130 mil passageiros diariamente e 38 linhas urbanas (12 troncais e 26 alimentadoras). Dados de início de 2015, apontam para 125 mil passageiros em circulação diariamente e 46 linhas de ônibus.
Com três plataformas de embarque, foi construída para substituir a Estação Nova Esperança com inauguração em 1994 e reforma entre abril e dezembro de 2000.
Pirajá compõe a infraestrutura do Sistema de Transporte Coletivo por Ônibus de Salvador (STCO), ao lado das estações da Lapa, da Rodoviária, de Mussurunga, do Aquidabã e do Iguatemi e dos terminais centrais da Barroquinha, da Praça da Sé, do Campo Grande e da França. No entanto, Pirajá e Mussurunga são as únicas a permitir a integração físico-tarifária.
Com a licitação do Sistema Metroviário de Salvador e Lauro de Freitas (SMSL) e o convênio anterior entre as duas prefeituras e o governo estadual em 2013, a estação foi incluída no processo e passou para a administração estadual. Em abril de 2014, a administração da estação foi transferida para a CCR Metrô Bahia, operadora do SMSL. Dessa forma, será reformada para integração física e tarifária com a futura estação metroviária de Pirajá.
Segunda reforma da estação foi iniciada em março de 2015, prevista para durar seis meses. Realizadas sem interromper o transporte por ônibus, as obras incluem a ligação com a futura estação metroviária homônima, melhoria da acessibilidade com escadas rolantes, elevadores, piso tátil e banheiros adaptados, nova área comercial, adequação viária dos acessos, cobertura reformada e ampliação dos banheiros.